# William John Macquorn Rankine
William John Macquorn Rankine (Edinburgh, 1820. július 5. – Glasgow, 1872. december 24.) skót mérnök, fizikus.

## Élete
Tanulmányait szülővárosában végezte 1836 és 1838 között, azonban az egyetemi záróvizsgáját nem tette le. Tanulmányainak végeztével Glasgowban tanár lett és ott mechanikát tanított. 1849-ben a Royal Society of Edinburgh, 1853-ban a londoni Royal Society tagja lett. 1857-ben megalapította az Institution of Civil Engineers of Scotlandot, melynek 1870-ig egyben első elnöke is volt. Azok a kutatásai, melyek nevét ismertté tették, a hőtanra és a motorok elméletére vonatkoznak. Munkáiban a mechanikai hőelmélettel és az energia megmaradásával is foglalkozik. Tudományos munkássága mellett zongorázott és költeményeket is írt, melyek 1874-ben gyűjteményes kiadásban jelentek meg.

## Nevezetesebb munkái
- Ship-building (1869)
- Manual of applied mechanics (10. kiad. London 1882)
- Manual of the steam-engine and other prime movers (11. kiad. 1884)
- Useful rules and tables (6. kiad. 1882)
- Manual of machinery and mill-work (6. kiad. 1887)